# Carta delle franchigie
La Carta delle franchigie (Charte des franchises in francese) è un accordo risalente alla dieta del 1191 tra Tommaso I di Savoia e la città di Aosta che portò all'autonomia politica ed amministrativa del capoluogo valdostano e in seguito della regione.

## Cronologia
La concessione di franchigie non era nuova per i Savoia: già Umberto Biancamano, capostipite dei Savoia e Conte di Aosta, nel 1032 ne concesse alcune.
Intermediari tra Casa Savoia e i cittadini furono il vescovo Valbert e alcuni baroni.
La carta conteneva una serie di statuti che venivano concessi dal conte di Savoia ai cittadini per limitare le angherie dei feudatari locali e dei funzionari del conte: furono gli stessi aostani a chiedere protezione e giustizia al conte, e per questo ottennero che i tributi che gli fossero dovuti non sarebbero dovuti essere imposti, ma piuttosto approvati dagli stessi cittadini. Dal canto loro, i Savoia ottennero il controllo diretto delle terre poste sotto la loro diretta protezione. La carta rivoluzionò gli assetti di potere locali. 
Dal XIII secolo anche altri feudatari seguirono l'esempio dei Savoia e concedettero altre Carte delle franchigie, spesso in cambio di ingenti somme di denaro.
Nel 1770, alla vigilia della Rivoluzione francese, la carta delle franchigie aostana fu revocata, e i Savoia tornarono a dominare la piccola regione.
La questione dell'autonomia valdostana è stata più volte al centro del dibattito politico: Jean-Baptiste de Tillier scrisse l'Historique de la Vallée d'Aoste tra il 1721 e il 1737-1740 per portare avanti le ragioni dell'autonomia valdostana supportandole con le prerogative e le ragioni storiche stesse della regione: secondo il de Tillier infatti quella dei valdostani per casa Savoia era una "dedizione volontaria", testimoniata appunto dalla Carta delle franchigie del 1191.
Con il Regno d'Italia l'autonomia tornò ad essere discussa e la Carta delle franchigie fu nuovamente posta a fondamento della peculiarità valdostana. È uno dei simboli alla base dello Statuto speciale della Regione Valle d'Aosta.